# Маестро (концепція)
Концепція Маестро — це алгоритм спільних дій редакції ЗМІ щодо створення розгорнутих журналістських матеріалів, заснований на принципах, інтенсивної командної роботи і підході «думай, як читач». Основна мета концепції — підвищення читацької довіри через підготовку якісних журналістських матеріалів. Концепція Маестро застосовна як у друкованих, так і електронних, і онлайнових ЗМІ.
Завданням редакції, що працює за принципами концепції Маестро, є створення цілісних історій, в яких кожен елемент доповнює інший і вносить додатковий сенс у розповідь. Метою такої роботи є збільшення часу, який читач приділяє конкретному матеріалу, а також підвищення залученості читача в матеріал. В українськомовній практиці такі історії частіше всього стають «темами номера», «сюжетами», «мультимедійними проєктами», «додатками», «спецпроєктами». Концепція Маестро, по суті, є дизайнерським підходом до планування редакційної роботи. Редакційні обговорення за принципами Маестро проводяться в редакції для того, щоб узгодити різноформатові елементи історії, а також скоординувати роботу журналістів, фотографів, дизайнерів, аналітиків тощо.

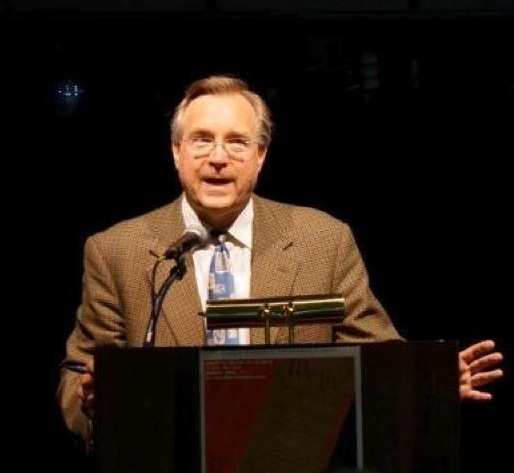
Бак Раян, розробник концепції Маестро

## Історія створення
Концепцію Маестро розробив на початку 1990-х років Бак Раян, на той час доцент Школи журналістики Меділла Північно-Західного університету. В даний час Бак Райан є директором проєкту Громадяни Кентуккі Центру Першої Поправки (The Scripps Howard First Amendment Center), а також викладає у Школі журналістики та телекомунікацій Університету Кентуккі.
Концепцію Маестро вперше представлено в квітні 1993 року на конвенції Американського товариства нових видавців у Балтиморі, Меріленд. Після дебюту представники 324 газет у США, 59 газетних спільнотах, більше 50 університетів і середніх шкіл виявили інтерес до концепції, купивши звіт і відео «Концепція Маестро: Новий підхід до написання і редагування для газет майбутнього». Охоплення концепції становить 48 штатів США, а також 16 інших країн.
«Концепція Маестро» представлена у восьмий главі книги «Інструментарій видавця. Довідкове керівництво для новачків і фахівців» (The editor's Toolbox, A Reference Guide for Beginners and Professionals), виданої 2001 року. Бак Райан є співавтором книги разом з Майклом О'Доннеллом.
У червні 2010 року три російські журналістські організації запросили Бака Райна розповісти про концепцію протягом 12-денного семінару, що пройшов у різних містах Росії. Один з семінарів було організовано в Барнаулі для Інституту розвитку преси-Сибір, другий — у Кірові для Російської спілки журналістів, третій — в Ростові-на-Дону для Альянсу незалежних регіональних видавців.

## Опис концепції
Концепція Маестро — це техніка тайм-менеджменту, розроблена для редакторів та журналістів. Центральний принцип полягає в передбаченні питань, які хвилюють читачів стосовно теми журналістського матеріалу і такої організації роботи команди журналістів, яка дозволить швидко на ці питання відповідати. «Думай як читач» — слоган концепції. Передбачається, що відповіді даються не тільки у форматі тексту, але й через візуальні елементи: фотографії, інфографіку, врізки, підзаголовки. Концепція Маестро ставить під сумнів традиційний, конвеєрний підхід до планування та підготовки журналістських матеріалів.
Ключовим елементом концепції є злагоджена командна робота фахівців із різних відділів редакції. Журналісти, фотографи, дизайнери, редактори зустрічаються на «маестро-сесії», щоб скоординувати свої дії, спланувати структуру матеріалу, намалювати макет, що включає всі можливі елементи.
Чотиристоронній підхід до створення журналістських матеріалів передбачає одночасне планування процесів написання, редагування, створення візуальних матеріалів, дизайну. Частково підхід заснований на результатах дослідження «Погляд на новини» («Eyes on the News»), які говорять, що в першу чергу люди звертають увагу на фото, ілюстрації, потім — на заголовки, потім — на підзаголовки, в останню чергу — на текст.

### Управлінська основа
Концепція Маестро розроблена на основі принципів виробничого менеджменту В. Едварда Демінга. Демінг фокусується на прагненні до якості, як самого продукту, так і системи менеджменту в цілому. Як статистик, Демінг визначив, що якщо менеджмент в першу чергу фокусується на цінах, такий підхід за тривалий період часу викликав зростання цін при зниженні рівня якості. Демінг стверджував, що якщо менеджмент буде спрямований на зростання якості та одночасно на зниження цін за рахунок зниження збитків та зменшення кількості повторних дій у виробничому процесі, це допоможе знизити ціни на тривалий період. Основою принципів Демінга є безперервне поліпшення системи виробництва.

### Зустрічі для генерування ідей
Традиційно відбір ідей та інформаційних приводів для публікацій — це відповідальність редакторів. Згідно з концепцією Маестро, в роботі з генерування ідей повинні разом брати участь репортери, фотографи, випускові, дизайнери, так само як і тематичні редактори. Концепція передбачає також і участь тих співробітників редакції, яких зазвичай не запрошують на наради — працівників офісу та бібліотекарів (в американських редакціях ця посада вважається необхідною). Кожен працівник проходить навчання, яким чином команда повинна працювати «крізь межі відділів», щоб якомога повніше висвітлити тему. Мета зустрічей — сконцентрувати творчу енергію команди, використовувати різні підходи до розвитку теми.
Група організується у вигляді концентричних кіл. У центральному колі — головний редактор, редактори відділів, найавторитетніші репортери і люди, що вирізняються креативністю. Наступне коло складається з контент-менеджерів, фотографів, дизайнерів, аналітиків, бібліотекарів і т. д. Третє коло — це люди, які працюють в медіакомпанії, але безпосередньо не залучені до роботи редакції — співробітники відділу розповсюдження, відділу реклами, друкарні або виробничого відділу. Четверте коло об'єднує читачів, особливо тих, хто входить до групи «читацьких рад» при редакціях. «Читацькі поради» допомагають ширше зрозуміти контекст і читацький інтерес до інформаційного приводу.
Зустрічі з генерації ідей проводяться протягом 15-20 хвилин, вони регламентовані трьома правилами:
1. Ідеї може пропонувати кожен з учасників зустрічі
2. Учасник, що запропонував ідею, не обов'язково буде відповідальним за її реалізацію
3. Ідеї не критикуються, тільки висловлюються вголос

Редактори після зустрічі аналізують ідеї, сортують їх і розподіляють між тими членами редакції, хто найкраще підходить для висвітлення теми.
Концепція не визначає, як часто повинні проводитися такі зустрічі — щотижня чи щомісяця. Зустрічі проводяться в той день, коли присутня найбільша кількість співробітників.

### Маестро-сесія
Маестро-сесія являє собою коротку зустріч (10-15 хвилин) команди, яка починається з попередньої перевірки. В процесі маестро-сесії ключові учасники (репортер, редактор, фотограф, дизайнер) малюють ескіз публікації до того, як почнеться робота по збору матеріалу. Керує сесією «маестро», старший редактор або редактор відділу. Учасники сесії придумують чорнові версії заголовків, фотографій, макету.
Маестро-сесія концентрується на якості створюваної історії, на відповідності матеріалу інтересам аудиторії. Під час сесії учасники швидко відповідають на ключові питання, що цікавлять читача.
Сесія складається з трьох етапів, що проводяться послідовно. Сполучною ідеєю є підхід «думай, як читач».
1. Обговорення з позиції читача. Учасники сесії обговорюють і записують питання, які в першу чергу можуть прийти в голову читачам. Відповіді на ці питання повинні бути максимально помітні на макеті. Потім задається питання: «Що є найважливішим в історії?». В кінці етапу задається питання: «Як читачі зможуть дати зворотний зв'язок з теми матеріалу?»
2. Візуалізація історії. На другому етапі учасники сесії макетують історію, плануючи візуальні елементи, які швидко привернуть увагу читача і дадуть відповіді на ключові питання. Крім фотографій, такими елементами можуть стати врізки, графіки, списки, картки та інші форми інфографіки.
3. Комбінування елементів. На третьому етапі команда розміщує елементи історії, вбудовуючи їх у дизайн видання. Результатом цього етапу є план цілого матеріалу, на якому зазначено які елементи на які передбачувані запитання читачів відповідають.

## Переваги підходу
- Менше переписувань. Авторам і редакторам доводиться менше переписувати матеріали через недостатність інформації або проблеми в організації роботи.
- Менше неопублікованих фотографій. Фотографам і фоторедакторам рідше потрібно перезнімати фотографії, менше часу витрачається на створення непотрібних фотоматеріалів.
- Зменшення собівартості випуску номера.
- Більш дружня атмосфера в компанії. Командна робота співробітників різних відділів дозволяє підвищити узгодженість дій і взаємоповагу.
- Підвищення кількості нагород за якісну журналістику. Зазвичай, результати стають помітними протягом року після впровадження концепції Маестро в щоденну практику редакції.[4]

## Критика підходу
Впровадження концепції Маестро вимагає перегляду і налаштування всіх виробничих процесів у редакції. Не всі співробітники готові змінювати свої професійні звички і щоденну практику.